# Mary Elizabeth Barber

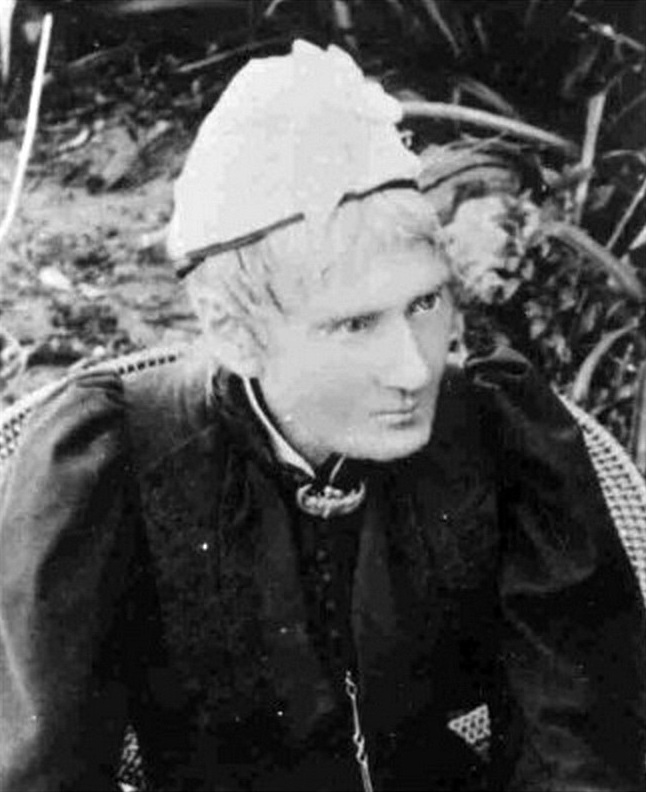
Mary Elizabeth Barber

Mary Elizabeth Barber, geb. Bowker (* 5. Januar 1818 in South Newton, Wiltshire; † 4. September 1899 in Pietermaritzburg, Kolonie Natal, heute Südafrika) war eine britische Naturmalerin, Entomologin und Botanikerin.

## Werdegang
Mary E. Barber übersiedelte 1820 mit ihren Eltern nach Südafrika und wuchs dort auf der Farm der Familie in Lower Albany auf. Sie interessierte sich für die dortige Flora und legte umfangreiche Sammlungen an. Dabei stand sie ab dem 20. Lebensjahr u. a. in schriftlichem Kontakt mit dem Naturwissenschaftler Charles Darwin, dem Botaniker William Harvey und den Brüdern Hooker. Die Ergebnisse ihrer Arbeit veröffentlichte sie im Journal of the Linnean Society und im Kew Bulletin. 1843 schloss sie die Ehe mit Frederick William Barber (1814–1892) und ließ sich mit ihm auf einer Schäferei in den Highlands nähe Grahamstown nieder. Aus der Ehe gingen drei Kinder hervor.

## Wissenschaftliche Würdigung
Barber wurde aufgrund ihrer weitreichenden Kenntnisse, insbesondere auf dem Gebiet der Botanik und Insektenkunde weithin anerkannt. Die Hungarian Ornithological Society erwählte sie als Mitglied. Charles Darwin erhielt von ihr für sein Werk On the Origin of Species wertvolle Informationen. Mehrere ihrer Fachbeiträge wurden in die ungarische Sprache übersetzt. Im Zuge ihrer botanischen Sammeltätigkeit entdeckte Mary E. Barber zwei Pflanzenarten aus der Gattung der Stapelien, die Stapelia glabricaulis und die Stapelia jucunda als auch die Aloe barberae. Ihr Herbarium und einige ihrer Stapeliae-Zeichnungen beherbergt das Albany Museum in Grahamstown, weitere Zeichnungen von ihr befinden sich in England im Kew Museum. Barber fand Aufnahme in die Publikation Men of the Times.

## Nach Barber benannte Taxa
Die Gattungen Barberetta und Bowkeria sowie die Pflanzenarten wie Brachystelma barberiae, Aloe barberae, Iboza barberae, Diascia barberae sind nach ihr benannt. Iboza barbarae gilt mittlerweile als Basionym von Tetradenia barberae.

### Belege
1. ↑  South African History Online: Mary Elizabeth Barber, pioneer naturalist, dies
2. ↑  South African National Biodiversity Institute’s plant information website: Aloe barberae
3. ↑  Biodiversity Explorer: Barber, Mary E.

| Personendaten    | Personendaten                                        |
| ---------------- | ---------------------------------------------------- |
| NAME             | Barber, Mary Elizabeth                               |
| ALTERNATIVNAMEN  | Barber, Mary E.; Bowker Mary Elizabeth (Geburtsname) |
| KURZBESCHREIBUNG | britische Botanikerin und Entomologin                |
| GEBURTSDATUM     | 5. Januar 1818                                       |
| GEBURTSORT       | South Newton, Wiltshire                              |
| STERBEDATUM      | 4. September 1899                                    |
| STERBEORT        | Pietermaritzburg, Kolonie Natal                      |